# Spryciarz z Panamy
Spryciarz z Panamy (ang. The Sharpie of the Culebra Cut) - komiks Dona Rosy, po raz pierwszy wydany w 2001 r. na łamach francuskiego czasopisma Uncle Picsou (pierwsze polskie wydanie pochodzi z 2008 r.).
Historia jest jednym z rozdziałów dodatkowych serii Życie i czasy Sknerusa McKwacza (10B) - chronologicznie umiejscowionym między Najeźdźcą z Kaczogrodu a Kapitalistą z Kalisoty.

## Fabuła
Akcja komiksu toczy się w 1906 r.
Prezydent USA, Theodore Roosevelt, przebywa w Panamie, nadzorując budowę Kanału Panamskiego. Gdy dowiaduje się, że prace utrudnia amerykański przedsiębiorca, odmawiający sprzedaży kluczowej działki ziemi, Roosevelt osobiście udaje się rozwiązać problem. Na miejscu okazuje się, że przedsiębiorcą jest Sknerus McKwacz, który w towarzystwie sióstr szuka złota. Roosevelt decyduje się pomóc Sknerusowi w odnalezieniu złota, by można było jak najszybciej wznowić prace nad kanałem. Aby poznać najlepsze miejsce do szukania złota, obaj udają się do wodza plemienia Guyami.
Poczynania McKwacza i Roosevelta uważnie obserwuje panamski generał Esteban, który ma własne plany dotyczące Kanału Panamskiego i poszukiwanego złota.